# Палладийцерий
Палладийцерий — бинарное неорганическое соединение
палладия и церия
с формулой CePd,
кристаллы.

## Получение
- Сплавление стехиометрических количеств чистых веществ:

{\displaystyle {\mathsf {Pd+Ce\ {\xrightarrow {1137^{o}C}}\ CePd}}}

## Физические свойства
Палладийцерий образует кристаллы
ромбической сингонии,
пространственная группа C mcm,
параметры ячейки a = 0,3918 нм, b = 1,0904 нм, c = 0,4523 нм, Z = 4,
структура типа борида хрома CrB
.
Соединение конгруэнтно плавится при температуре >1137°С,
а при температуре 1037°С в соединении происходит фазовый переход.